# Cassiopea mayeri
Cassiopea mayeri — вид сцифоїдних медуз родини Cassiopeidae. Описаний у 2022 році.

## Поширення
Вид поширений на заході Тихого океану біля узбережжя Японії.